# Рахат
Раха́т (івр. רַהַט, араб. رهط - Рагат) — невелике місто в Південному окрузі Ізраїлю, перше бедуїнське арабське місто країни.
Рахат є найбільшим поселенням арабів-бедуїнів, і єдиним, що має статус міста.

## Загальні дані
Рахат розташований у пустелі Негев на півдні Ізраїлю.
Станом на травень 2022 року населення міста — 77 023 осіб , має найвищу серед усіх ізраїльських міст динаміку приросту (див. Таблицю):
Джерело даних: Центральне статистичне управління Ізраїлю.
Назва міста перекладається з арабської «полегшення» — Рагат також популярне чоловіче і жіноче ім'я .

## Історія міста

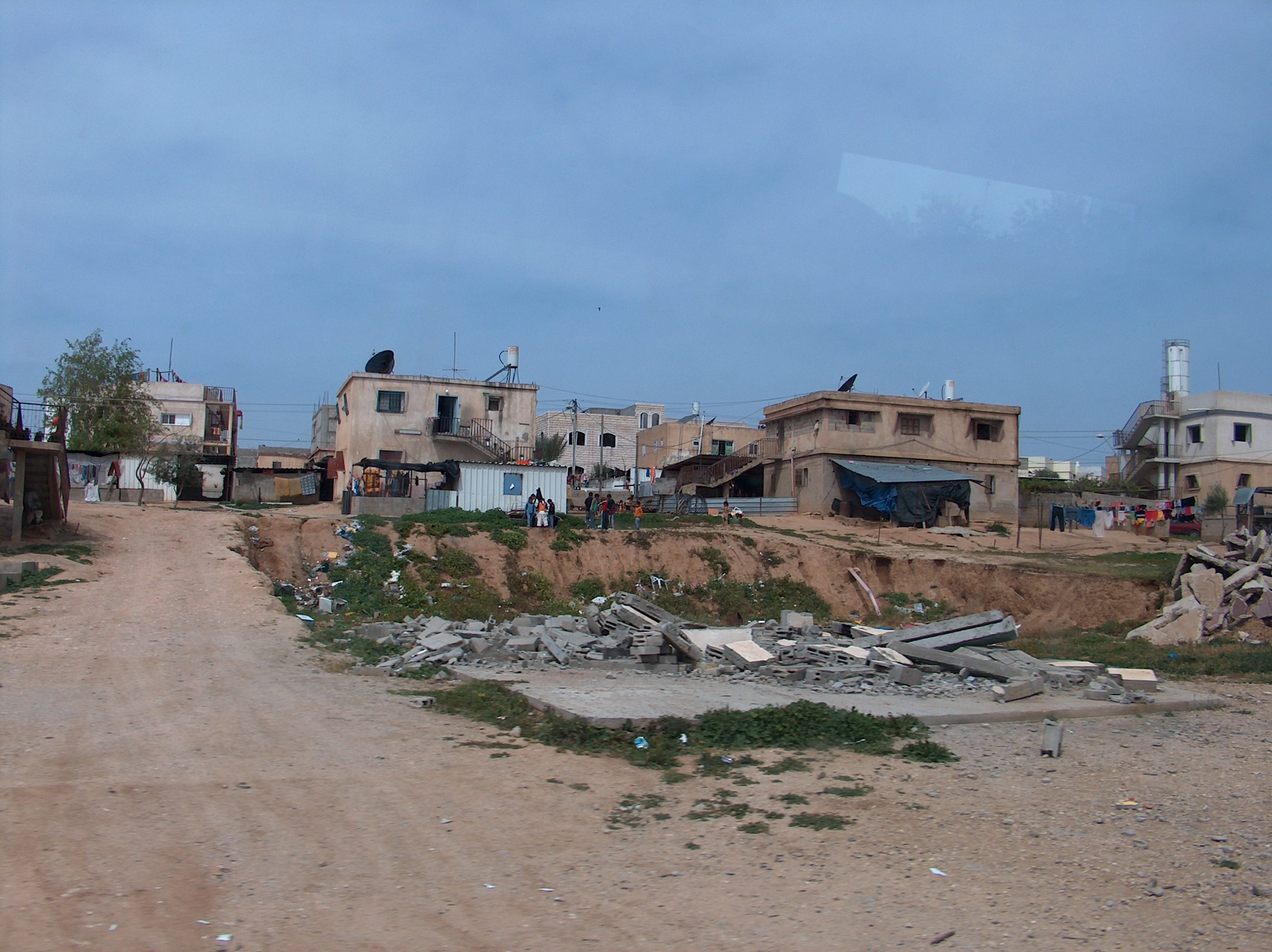
Бедуїнські будинки в Рагаті

Рахат було засновано в 1972 році урядом Ізраїлю для бедуїнів Негеву.
До 1980 року поселення відносилось до регіональної ради Бней-Шимон, до 1994 року Рахат мав статус місцевої ради, а в 1994 році першим з бедуїнських арабських поселень у Ізраїлі отримав статус міста.

## Виноски
1. ↑  Де найстаріша мечеть у світі? Археологи зробили нове відкриття. BBC Україна. 18 липня 2019. Архів оригіналу за 11 жовтня 2020. Процитовано 28 березня 2020.
2. ↑  Співчуття третього світу. День. 30 квітня 2010. Архів оригіналу за 27 березня 2020. Процитовано 28 березня 2020.
3. ↑  Розкопали мечеть, яку збудували відразу після появи ісламу. Gazeta.ua. 19 липня 2019. Архів оригіналу за 27 березня 2020. Процитовано 28 березня 2020.
4. ↑  Населення поселень чисельністю понад 1 тис. осіб [Архівовано 12 липня 2018 у Wayback Machine.] на сайті Ізраїльського Центрального Бюро статистики [Архівовано 4 лютого 2012 у Wayback Machine.]